# Tomb Raider: Legend
Lara Croft Tomb Raider: Legend (с англ. Лара Крофт Расхитительница Гробниц: Легенда) — седьмая игра из серии Tomb Raider. Издана компанией Eidos Interactive в 2006 году для следующих платформ: PC, PSP, Xbox 360, Playstation 2, Playstation 3, Gameboy Advance и Nintendo DS.
Игра является продолжением знаменитой серии Tomb Raider. «Легенда» создавалась американской студией Crystal Dynamics, и события в ней совсем не связаны с хронологией предыдущих шести игр, созданных Core Design. На территории СНГ, кроме стран Балтии, игру издаёт компания «Новый Диск».

## Новшества
Tomb Raider: Legend была позитивно встречена игровыми изданиями. Игра в корне отличается от предыдущих игр серии, она стала гораздо более динамичной и легкой, причиной чего стали смена разработчиков на Crystal Dynamics и акцентирование на перестрелках и паркуре. Управление было полностью изменено. Новый движок, на котором была создана игра, делает локации и героев более реалистичными.

## Сюжет игры
Когда Ларе Крофт было 9 лет, она со своей матерью летела на самолете, который разбился в Гималаях. Они оказались единственными выжившими и вскоре нашли убежище в руинах древнего храма, недалеко от которого Лара нашла возвышенную платформу с мечом в камне. Нечаянно активировав этот древний артефакт, Лара наблюдала, как мать, пытаясь её защитить, исчезла в открывшемся портале прямо перед её глазами. Недалеко от этой платформы Лара оставила свой дневник с рисунками и указаниями, как открыть портал вновь.
Годы спустя, Лара с помощью Зипа и Алистера, отправляется к руинам древней цивилизации Тиванаку в Боливии, следуя совету своей университетской подруги Анаи Иману. Расхитительница пытается найти возвышенную платформу, подобно той, что она нашла в Непале много лет назад. Вскоре она сталкивается с Джеймсом Ратландом и его наемниками недалеко от озера Титикака, где и находится платформа. Ратланд внезапно заговорил о её погибшей подруге Аманде Эверт, намекнув, что она, возможно, все ещё жива. После напряженного сражения, он и большинство его наемников сбегают на вертолете, после чего Лара исследует каменное сооружение и обнаруживает, что оно полностью соответствует тому, что находится в Непале. Чтобы открыть портал вновь, надо вставить меч в щель возвышения. Лара решает найти меч.
Лара встречается с подругой Анаей в Перу и, после сражения с наемниками Ратланда, они едут к гробнице в Параисо, где много лет назад с Ларой и её друзьями случилась трагедия. Будучи ещё студенткой, она отправилась на археологические раскопки. Внезапно на всю команду напал таинственный демон, он убил всех кроме Лары и Аманды. Аманда, решив остановить демона, сняла со стены пылающий артефакт. Демон исчез, но начался обвал, и пещера стала заполняться водой. Лара успела выплыть, но Аманда была заживо похоронена под падающими валунами.
В настоящем, Лара понимает, что её подруга сумела сбежать. Она узнает легенду о Королеве Тиуанако. Королева пришла к власти после того, как встретила шамана с волшебным посохом. После победы в финальном сражении за власть Королева была перенесена в рай Владычицей Озера. Лара понимает, что могила Королевы Тиуанако связана с Боливией, инцидентом в Непале, когда она была ребёнком, и, возможно, даже с легендой о Короле Артуре. Позже она узнает о части меча (Экскалибура), который она упорно ищет. К её удивлению, он уже был найден и находился в Университете Васэда в Японии, однако его выкрал босс якудза Сего Такамото.
Лара отправляется в Японию на встречу со своим давним другом медиамагнатом Тору Нисимура, который помогает ей в поисках Такамото, чтобы она смогла с ним договориться. Чтобы встретиться, Лара приходит на вечеринку, устроенную Нисимура, однако вскоре туда является Такамото со своими людьми, и вечеринка заканчивается. Он отказывается вести переговоры с Ларой после того, как она вспоминает малоприятный инцидент, случившийся несколько лет назад, когда Такамото умолял её сохранить ему жизнь. В гневе он уходит, а Лара пытается узнать у Нисимура как его найти. Он говорит, что добраться до дома Такамото можно только по крышам. В конечном счете, Лара все-таки встречается с Такамото на крыше его пентхауса. Сего демонстрирует ужасающую силу фрагмента меча. Тем не менее, Лара побеждает Такамото и забирает этот фрагмент.
Лара едет в Гану, чтобы разыскать Ратланда, который обладает ещё одной частью меча. Под огромным водопадом она находит древний храм и обнаруживает, что её отец уже был здесь — она находит кулон своей матери. Когда она, в конце концов, встречает Ратланда, он говорит ей о некоем ключе Галали, который, видимо, был найден в этом храме. Лара понятия не имеет, о чём он говорит, и разозленный Ратланд пытается убить Лару с помощью обломка меча. Отобрав его, Лара вскоре получает сообщение от помощников Зипа и Алистера: пока Лара была в Гане, Аманда разыскивала ключ Галали в поместье Крофт. К счастью, никто не пострадал.
Лара приезжает на военную базу в Казахстан, но её опередили люди Ратланда, которые уже убили нескольких солдат и теперь полностью контролируют окрестности. Оттуда Лара на мотоцикле отправляется в советскую лабораторию, где пятьдесят лет назад проводились опыты над фрагментом меча, что привело к её закрытию. В лаборатории Аманда проводит эксперименты над частью меча. Она все ещё очень зла на Лару за тот случай в Параисо. Лара в ужасе видит, что Аманда сошла с ума и теперь с помощью красного камня на шее управляет демоном, который убил их друзей много лет назад, и также хочет завладеть мечом. Лара сражает демона и вынимает третий фрагмент меча из советской машины, но Аманда сбегает.
В советской лаборатории Лара нашла часть щита с картой, которая, как ни странно, приводит её домой в Англию. В Корнуолле под заброшенным туристическим центром развлечений она находит настоящую могилу Короля Артура и четвёртый, последний, фрагмент меча. Лара понимает, что Артур и его рыцари спрятали фрагменты меча в разных частях света, так или иначе повлиявших на судьбы нескольких цивилизаций, Камелот действительно существовал. После битвы с огромным морским змеем, который, очевидно, охранял могилу, Лара возвращается в поместье, чтобы выяснить, как соединить фрагменты меча. Она понимает, что загадочный ключ Галали — это кулон, подаренный её отцом её матери. Он был с ней, когда они с Ларой летели на самолете, который разбился в Гималаях.
Ларе приходится вспомнить прошлое. В Непале она находит разбитый самолет и забирает ключ Галали до того, как самолет падает с утеса. Лара возвращается в храм, где исчезла её мать и собирает меч. Теперь она серьёзно настроена вернуться в Боливию к найденной там платформе.
Лара возвращается к каменной платформе в Боливии, где Аманда, Ратланд и его люди давно уже ждут её, чтобы отобрать меч. С помощью удивительной силы меча Лара нечаянно убивает Ратланда. Аманда пытается помочь, но, к сожалению, он умирает. Сочувствуя, Лара предлагает Аманде вместе использовать меч, но та вновь выпускает демона. Мечом Лара побеждает это существо раз и навсегда, Аманда падает без сознания.
Следуя рисункам в своём детском дневнике, который Лара нашла, когда приезжала в Боливию в первый раз, она вновь открывает портал и вставляет меч в отверстие платформы. Она видит, что происходит с её матерью, до того, как та вынимает меч. Портал — это что-то наподобие зеркала, которое охватывает пространство и время. Мать просит взрослую Лару (которую она не узнаёт) не трогать её дочь, так как та не хотела сделать ничего плохого. В это время Аманда пробуждается и кричит, чтобы вынула меч, иначе платформа взорвётся. Поскольку мать Лары слышит это, она вынимает меч — что она и сделала много лет назад — платформа взрывается. Лара понимает, что Аманда и «убила» её мать.
Разъяренная Лара угрожает Аманде пистолетом, требуя объяснений. Аманда рассказывает, что мать Лары не умерла, а попала на Авалон, куда хотела попасть Аманда. В гневе, Лара чуть не убила Аманду, но все-таки оставила её в живых. Теперь Лара верит, что её отец действительно хотел найти Авалон, чтобы спасти её мать. На этой ноте и начнутся новые приключения Лары Крофт.

## Персонажи
- Леди Лара Крофт: графиня Аббингдонская, археолог-авантюрист. Ищет фрагменты загадочного меча, чтобы узнать правду об исчезновении своей матери.
- Леди Амелия Крофт: мать Лары. Летела с дочерью на самолете, который разбился в Гималаях. Исчезла загадочным образом и долгое время считалась мертвой.
- Лорд Ричард Крофт: граф Аббингдонский, отец Лары, в игре не присутствует. После смерти жены занимался воспитанием дочери один. Исчез в Камбодже, когда Ларе было 15 лет.
- Аная Иману: инженер-строитель из Южной Америки, подруга Лары, была с ней, когда случилась трагедия в Параисо.
- Аманда Эверт: старая подруга Лары. Считалось, что она погибла в Параисо, однако сила демона вернула её к жизни. Лара встречает её в Казахстане, финальная схватка происходит в Боливии.
- Кент: университетский друг Лары. Он и его группа убиты в Параисо таинственным демоном.
- Джеймс Ратланд: сын сенатора, росший в богатстве и роскоши. С Амандой у него романтические отношения. Лара случайно убивает его мечом в Боливии.
- Уинстон Смит: дворецкий семьи Крофт, служивший им на протяжении многих лет.
- Алистер Флетчер: археолог, который всегда на связи с Ларой, дает ей советы во время её путешествий.
- Зип: хакер, работает в поместье Лары.
- Сего Такамото: босс якудзы, о чём свидетельствует огромное количество татуировок на его теле. Последний раз, когда он встречался с Ларой, он умолял её оставить его в живых.
- Тору Нисимура: медиа-магнат, друг Лары. Оказывает ей помощь в поисках Такамото.

## Снаряжение
- По традиции серии Лара вооружена парой пистолетов. Кроме этого, с собой она может нести ещё одно оружие: пистолет-пулемёт, штурмовую винтовку, дробовик или гранатомёт, а также — 4 ручных гранаты.
- Для восстановления здоровья Лара использует аптечки. Количество доступных аптечек ограничено до трёх. Однако, после загрузки с чекпойнта здоровье Лары достигает максимума.
- Большую роль в геймплее играет магнитная кошка, которая помогает Ларе добывать артефакты из труднодоступных мест, преодолевать пропасти и провалы.
- Фонарик, заряд восстанавливается если выключить его на несколько секунд.
- Бинокль — очень полезная вещь в арсенале Лары. Кроме обычного режима, позволяющего детально рассмотреть объекты местности, существует специальный сканирующий режим, который характеризует предметы и может сказать, к какому типу они относятся: механизм, хрупкое (то, что Лара может разрушить, или то, что угрожает её жизни) и другие виды.
- КПК — показывает статистику уровня: цель миссии, количество найденных артефактов, характеристику местности и т. д.

Также Лара поддерживает постоянную двухстороннюю аудиосвязь с Зипом и Алистером.

## Оценки игровой прессы
| Сводный рейтинг                    | Сводный рейтинг | Сводный рейтинг | Сводный рейтинг                                                                    | Сводный рейтинг | Сводный рейтинг | Сводный рейтинг |
| Издание                            | Оценка          | Оценка          | Оценка                                                                             | Оценка          | Оценка          | Оценка          |
| Издание                            | DS              | PC              | PS2                                                                                | PSP             | Xbox            | Xbox 360        |
| ---------------------------------- | --------------- | --------------- | ---------------------------------------------------------------------------------- | --------------- | --------------- | --------------- |
| GameRankings                       | 59,71 %         | 81,83 %         | 82,22 %                                                                            | 69,40 %         | 82,85 %         | 80,78 %         |
| Иноязычные издания                 |                 |                 |                                                                                    |                 |                 |                 |
| Издание                            | Оценка          | Оценка          | Оценка                                                                             | Оценка          | Оценка          | Оценка          |
| Издание                            | DS              | PC              | PS2                                                                                | PSP             | Xbox            | Xbox 360        |
| Famitsu                            | N/A             | N/A             | N/A                                                                                | N/A             | N/A             | 33/40           |
| Game Informer                      | N/A             | N/A             | 8,75/10 8,5/10                                                                     | N/A             | N/A             | N/A             |
| GameSpot                           | N/A             | N/A             | N/A                                                                                | N/A             | N/A             | 7,8/10          |
| GameSpy                            | N/A             | [ 13 ]          | N/A                                                                                | N/A             | N/A             | N/A             |
| IGN                                | N/A             | N/A             | N/A                                                                                | N/A             | N/A             | 8,2/10          |
| OPM                                | N/A             | N/A             | 4,5 из 5 звёзд · 4,5 из 5 звёзд · 4,5 из 5 звёзд · 4,5 из 5 звёзд · 4,5 из 5 звёзд | N/A             | N/A             | N/A             |
| PC Gamer (US)                      | N/A             | 90 %            | N/A                                                                                | N/A             | N/A             | N/A             |
| Official PlayStation Magazine (UK) | N/A             | N/A             | 8/10                                                                               | N/A             | N/A             | N/A             |
| PlayStation Magazine               | N/A             | N/A             | 92 %                                                                               | N/A             | N/A             | N/A             |
| Русскоязычные издания              |                 |                 |                                                                                    |                 |                 |                 |
| Издание                            | Оценка          | Оценка          | Оценка                                                                             | Оценка          | Оценка          | Оценка          |
| Издание                            | DS              | PC              | PS2                                                                                | PSP             | Xbox            | Xbox 360        |
| Absolute Games                     | N/A             | 85 %            | N/A                                                                                | N/A             | N/A             | N/A             |
| «Игромания»                        | N/A             | 7/10            | N/A                                                                                | N/A             | N/A             | N/A             |

| Иноязычные издания | Иноязычные издания |
| Издание            | Оценка |
| ------------------ | --- |
| Edge               | 8/10 |
| EGM                | 8,5/10 |
| OXM                | 8/10 |
| GamesTM            | 8/10 |
| OXMUK              | 8,7/10 |
| Toonami            | 8 из 10 звёзд · 8 из 10 звёзд · 8 из 10 звёзд · 8 из 10 звёзд · 8 из 10 звёзд · 8 из 10 звёзд · 8 из 10 звёзд · 8 из 10 звёзд · 8 из 10 звёзд · 8 из 10 звёзд |

Tomb Raider: Legend получила премию BAFTA в области игр 2006 года в номинации «Original Score».